# Jambe
En jambe (af græsk: ἴαμβος, iambos) er en versefod bestående af en tryklet efterfulgt af en tryktung stavelse, som i ordet "figur".
Ordet "jambe" er ikke selv en jambe, men i stedet en "trokæ". Ordet kan måske knyttes til gudinden, som Homer kaldte Iambe, og som tjente hos kongen i Eleusis udenfor Athen. Iambes vittige kvikheder rystede Demeter ud af den dybe sorg, der tyngede hende under eftersøgningen af hendes datter Persefone, som Hades havde bortført til underverdenen.
Et versemål bygget på dobbeltjambe lå tæt op til græsk talesprog, og var derfor velegnet til improvisation. Det ser ud til, at improviserede, jambiske vers var i brug fra oldtiden af til en rituel udskælden, der indgik i frugtbarhedskulten med centrum på Demeters ø Paros. I græsk folketro tænkte man sig, at grove ord og ordspil kunne afværge onde magter. Derved blev ordet "jambe" forbundet med nidvers.
Den kendteste jambedigter var Arkhilokhos, der netop kom fra Paros, men rejste ud som lejesoldat. Hans far var af fin familie, hans mor slavinde. Hans jamber dannede forbillede for senere satirikere i antikken, såsom Horats. Kun brudstykker af Arkhilokhos' vers er bevaret, men han skildrede bramfrit, hvordan han på slagmarken smed sit skjold og stak af uden tanke på sin ære - for at redde livet. Afstanden til samtidens heroiske ideal var afgrundsdyb. I andre digte besynges soldatens glæder: Kvinder og vin. Vi kender navn og familie til pigen, han var trolovet med, og som han skrev lidenskabelige digte til. Hendes far fik forbindelsen brudt, men til gengæld overøste Arkhilokhos hende og hele hendes familie med de nedrigste smædedigte, så det ene offer endte med at tage sit liv.
Horats vendte også jambedigtningen mod sig selv, som når han beskriver sig selv:
Kom her og kig på mit glinsende fedt.
Her kan du se en gris fra Epikurs store flok!

## Ord udtalt som jambe
- patent
- privat
- kuvert
- tomat
- agurk
- avis
- trokæ
- betændt
- betjent
- bekendt
- måske
- parat
- tangent